# Комарово (Моховский сельсовет)
Комарово — исчезнувшая деревня в Колпашевском районе Томской области. На момент упразднения входила в состав Моховского сельсовета. Упразднена в 1971 году.

## География
Деревня располагалась к югу от региональной дороги 69К10 «Колпашево - Белый Яр», в 3,2 км (по прямой) к востоку от деревни Юдино.

## История
Деревня была основана в 1626 г. В 1928 году деревня Комарова состояла из 24 хозяйств. В административном отношении входила в состав Моховского сельсовета Колпашевского района Томского округа Сибирского края.
В 1960-е годы деревня попала в разряд не перспективных и по планам должна была быть сселена к 1975 году.
Решение № 6 Томского облисполкома от 14 января 1971 г. в связи с выездом населения деревня Комарово исключена из учётных данных.

## Население
| 1926 | 1939 | 1952 | 1959 | 1970 |
| ---- | ---- | ---- | ---- | ---- |
| 106  | ↗184 | ↘106 | ↘0   | →0   |

В 1926 году основным населением деревни были русские.